# Aritmetički niz
Aritmetički niz ili Aritmetička progresija je niz brojeva u kojem je razlika svakog člana i njegovog prethodnika stalan broj. Članove niza označavamo s {\displaystyle a_{1},a_{2},a_{3},...} ili u kraćem zapisu s {\displaystyle (a_{n})_{n\in \mathbf {N} }}. Naziv je nastao od toga što je u takvu nizu za svaka tri uzastopna člana drugi po redu aritmetička sredina prvog i trećeg.

## Diferencija niza
Diferencija aritmetičkog niza je broj koji se dobiva oduzimanjem n-tog člana niza {\displaystyle (n\in \mathbf {N} \backslash \{1\})} i njegovog prethodnika. Diferenciju niza označavamo s d i računamo po formuli:
{\displaystyle d=a_{n}-a_{n-1}}

## Opći član aritmetičkog niza
Opći (n-ti) član aritmetičkog niza je član koji se nalazi na n-tom rednom mjestu u nizu {\displaystyle (n\in \mathbf {N} )}. Vrijednost n-tog člana u aritmetičkom nizu računa se po formuli :{\displaystyle \ a_{n}=a_{1}+(n-1)d}, gdje je {\displaystyle a_{1}} prvi član, a {\displaystyle d} diferencija niza.

## Suma aritmetičkog niza
Suma aritmetičkog niza je zbroj prvih n članova tog niza. Računa se po formuli
{\displaystyle S_{n}={\frac {n}{2}}\left[2a_{1}+(n-1)d\right]},
gdje {\displaystyle n} označava broj članova niza, {\displaystyle a_{1}} prvi član, a {\displaystyle d} diferenciju niza.
Suma prvih n članova aritmetičkog niza može se izračunati i po formuli:
{\displaystyle S_{n}={\frac {n}{2}}\left(a_{1}+a_{n}\right)},
gdje {\displaystyle n} označava broj članova niza, {\displaystyle a_{1}} prvi član, a {\displaystyle a_{n}} posljednji član aritmetičkog niza kojeg želimo zbrojiti.